# Richard Montanari
Pour les articles homonymes, voir Montanari.
Richard Montanari, né le 6 décembre 1952 à Cleveland, en Ohio, aux États-Unis, est un écrivain américain, auteur de roman policier.

## Biographie
En 1995, il publie son premier roman, Deviant Way, premier volume d'une série consacrée à Jack Paris, un détective de Cleveland. Ce premier roman est suivi, en 2001 de Cérémonie (Kiss of Evil).
En 2005, avec Déviances (The Rosary Girls), il commence une nouvelle série, appartenant au genre de la procédure policière, qui est consacrée à Jessica Balzano et Kevin Byrne, une équipe de détectives de Philadelphie.

## Œuvre

### Romans

#### SérieJack Paris
- Deviant Way (1995), aussi paru sous le titre Don't Look Now
- Kiss of Evil (2001) Publié en français sous le titre Cérémonie, Paris, Le Cherche midi, coll. « Thrillers », 2011  (ISBN 978-2-7491-1868-0) ; réédition, Paris, Pocket, coll. « Presses-Pocket » no 14773, 2012  (ISBN 978-2-266-21629-6)

#### SérieJessica Balzano et Kevin Byrne
1. The Rosary Girls (2005) Publié en français sous le titre Déviances, Paris, Le Cherche midi, coll. « Ailleurs », 2006  (ISBN 2-74910506-4) ; réédition, Paris, Pocket, coll. « Presses-Pocket » no 13188, 2007  (ISBN 978-2-266-16768-0)
2. The Skin Gods (2006) Publié en français sous le titre Psycho, Paris, Le Cherche midi, coll. « Ailleurs », 2007  (ISBN 978-2-7491-0788-2) ; réédition, Paris, Pocket, coll. « Presses-Pocket » no 13189, 2008  (ISBN 978-2-266-16769-7)
3. Merciless (2007) (autre titre Broken Angels) Publié en français sous le titre Funérailles, Paris, Le Cherche midi, 2008  (ISBN 978-2-7491-1006-6) ; réédition, Paris, Pocket, coll. « Presses-Pocket » no 13659, 2009  (ISBN 978-2-266-18219-5)
4. Badlands (2008) (autre titre Play Dead) Publié en français sous le titre Sept, Paris, Le Grand Livre du mois, 2009  (ISBN 978-2-286-05898-2) ; réédition, Paris, Pocket, coll. « Presses-Pocket » no 14089, 2010  (ISBN 978-2-266-19442-6)
5. The Echo Man (2010) Publié en français sous le titre Nocturne, Paris, Le Cherche midi, 2013  (ISBN 978-2-7491-2634-0) ; réédition, Paris, Pocket, coll. « Presses-Pocket » no 15445, 2014  (ISBN 978-2-266-23562-4)
6. The Killing Room (2012)
7. The Stolen Ones (2013)
8. The Doll Maker (2014)
9. Shutter Man (2015)Publié en français sous le titre Confession, Paris, Le Cherche midi, 2018  (ISBN 978-2-7491-5758-0)
10. The Last Girl (2016)
11. A Christmas Killing (2014)
12. Murder Scene (2017)

#### Autres romans
- The Violet Hour (1998) Publié en français sous le titre Trois cents mots, Paris, Le Cherche midi, coll. « Thrillers », 2014  (ISBN 978-2-7491-2942-6) ; réédition, Paris, Pocket, coll. « Presses-Pocket » no 16018, 2015  (ISBN 978-2-266-25047-4)
- The Devil's Garden (2009)
- Deathless (2014)